# Stymphalornis
Stymphalornis was een geslacht van vogels uit de familie Thamnophilidae, nu ingedeeld bij het geslacht Formicivora.
- Stymphalornis acutirostris synoniem:  Formicivora acutirostris –  paranámiervogel